# The Diary of Alicia Keys
The Diary of Alicia Keys là album phòng thu thứ hai của ca sĩ người Mỹ Alicia Keys, phát hành ngày 1 tháng 12 năm 2003 bởi J Records. Sau thành công về mặt chuyên môn lẫn thương mại của album đầu tay Songs in A Minor (2001), Keys bắt đầu sáng tác cho album khi đang lưu diễn và tiến hành thu âm vào cuối năm 2002. The Diary of Alicia Keys chịu ảnh hưởng lớn từ âm nhạc thập niên 1960 và 1970, với nội dung ca từ chủ yếu khám phá sự phức tạp trong từng giai đoạn của tình yêu, bên cạnh một số bản nhạc đề cập đến các vấn đề xã hội, như chủ nghĩa duy vật và chiến tranh. Đây là một bản thu âm R&B và soul kết hợp với những âm hưởng của neo soul, trong đó nữ ca sĩ đồng sáng tác tất cả những bài hát trong đĩa nhạc, đồng thời hợp tác với nhiều nhà sản xuất khác nhau, như Kerry Brothers, Jr., Kanye West, Timbaland, Dre & Vidal, Easy Mo Bee, D'wayne Wiggins và Kumasi. Tiêu đề của album được đặt dựa theo cách mỗi bản nhạc đóng vai trò như một chương nhật ký.
Sau khi phát hành, The Diary of Alicia Keys đa phần nhận được những phản ứng tích cực từ các nhà phê bình âm nhạc, trong đó họ đánh giá cao âm nhạc mang tính tối giản nhưng hiệu quả của album. Ngoài ra, đĩa nhạc cũng nhận được sáu đề cử giải Grammy tại lễ trao giải thường niên lần thứ 47 và chiến thắng ba giải, bao gồm đề cử cho Album của năm và thắng giải Album R&B xuất sắc nhất. The Diary of Alicia Keys cũng gặt hái những thành công lớn về mặt thương mại, đứng đầu bảng xếp hạng tại Thụy Sĩ và lọt vào top 10 ở một số quốc gia khác, bao gồm những thị trường lớn như Hà Lan, Phần Lan, Pháp, Đức và Na Uy. Đĩa nhạc ra mắt ở vị trí số một trên bảng xếp hạng Billboard 200 tại Hoa Kỳ với 618,000 bản, trở thành album quán quân thứ hai của Keys và là tác phẩm có doanh số tuần đầu cao nhất năm 2003 của một nghệ sĩ nữ tại đây. Album sau đó được chứng nhận năm đĩa Bạch kim bởi Hiệp hội Công nghiệp Ghi âm Hoa Kỳ (RIAA), và đã bán được hơn tám triệu bản trên toàn thế giới.
Bốn đĩa đơn đã được phát hành từ The Diary of Alicia Keys. "You Don't Know My Name" được chọn làm đĩa đơn mở đường và đạt vị trí thứ ba trên bảng xếp hạng Billboard Hot 100, trong khi đĩa đơn tiếp theo "If I Ain't Got You" trở thành bài hát trứ danh trong sự nghiệp của Keys và được đề cử giải Grammy cho Bài hát của năm, cũng như chiến thắng hạng mục Trình diễn giọng R&B nữ xuất sắc nhất. "Diary" trở thành đĩa đơn thứ ba liên tiếp từ album vươn đến top 10 tại Hoa Kỳ, còn đĩa đơn cuối cùng "Karma" cũng đạt vị trí thứ 20 tại đây. Để quảng bá album, nữ ca sĩ trình diễn trên nhiều chương trình truyền hình và lễ trao giải lớn, như giải thưởng Âm nhạc Mỹ năm 2004, giải thưởng âm nhạc Billboard năm 2004, giải Video âm nhạc của MTV năm 2004 và giải Grammy lần thứ 47, cũng như thực hiện hai chuyến lưu diễn Verizon Ladies First Tour (với Beyoncé và Missy Elliott) và Diary Tour. Năm 2020, The Diary of Alicia Keys lọt vào danh sách 500 Album vĩ đại nhất của Rolling Stone ở vị trí thứ 277.

## Danh sách bài hát
| The Diary of Alicia Keys– Phiên bản tiêu chuẩn | The Diary of Alicia Keys– Phiên bản tiêu chuẩn           | The Diary of Alicia Keys– Phiên bản tiêu chuẩn                     | The Diary of Alicia Keys– Phiên bản tiêu chuẩn | The Diary of Alicia Keys– Phiên bản tiêu chuẩn |
| STT                                            | Nhan đề                                                  | Sáng tác                                                           | Sản xuất                                       | Thời lượng                                     |
| ---------------------------------------------- | -------------------------------------------------------- | ------------------------------------------------------------------ | ---------------------------------------------- | ---------------------------------------------- |
| 1.                                             | "Harlem's Nocturne"                                      | Alicia Keys                                                        | Keys                                           | 1:43                                           |
| 2.                                             | "Karma"                                                  | Kerry Brothers Jr. Keys Taneisha Smith                             | Brothers                                       | 4:16                                           |
| 3.                                             | "Heartburn"                                              | Keys Tim Mosley Walter Millsap III Candice Nelson Erika Rose       | Timbaland Keys                                 | 3:28                                           |
| 4.                                             | "If I Was Your Woman"/"Walk on By"                       | Gloria Jones Clarence McMurray Pam Sawyer Burt Bacharach Hal David | Keys Easy Mo Bee D'Wayne Wiggins               | 3:06                                           |
| 5.                                             | "You Don't Know My Name"                                 | Keys Kanye West Harold Lilly J. R. Bailey Mel Kent Ken Williams    | West Keys                                      | 6:06                                           |
| 6.                                             | "If I Ain't Got You"                                     | Keys                                                               | Keys                                           | 3:48                                           |
| 7.                                             | "Diary" (hợp tác với Tony! Toni! Toné! và Jermaine Paul) | Keys Brothers                                                      | Keys                                           | 4:45                                           |
| 8.                                             | "Dragon Days"                                            | Keys                                                               | Keys                                           | 4:36                                           |
| 9.                                             | "Wake Up"                                                | Keys Brothers                                                      | Keys                                           | 4:27                                           |
| 10.                                            | "So Simple" (hợp tác với Lellow)                         | Keys Lilly Andre Harris Vidal Davis                                | Dre & Vidal Keys                               | 3:49                                           |
| 11.                                            | "When You Really Love Someone"                           | Keys Brothers                                                      | Keys                                           | 4:09                                           |
| 12.                                            | "Feeling U, Feeling Me" (Interlude)                      | Keys                                                               | Keys                                           | 2:07                                           |
| 13.                                            | "Slow Down"                                              | Keys L. Green Rose                                                 | Keys Kumasi                                    | 4:18                                           |
| 14.                                            | "Samsonite Man"                                          | Keys Rose                                                          | Keys                                           | 4:12                                           |
| 15.                                            | "Nobody Not Really"                                      | Keys Smith                                                         | Keys                                           | 2:56                                           |
| Tổng thời lượng:                               | Tổng thời lượng:                                         | Tổng thời lượng:                                                   | Tổng thời lượng:                               | 57:45                                          |

| The Diary of Alicia Keys – Phiên bản tại Vương quốc Anh và Nhật Bản (bản nhạc kèm theo) | The Diary of Alicia Keys – Phiên bản tại Vương quốc Anh và Nhật Bản (bản nhạc kèm theo) | The Diary of Alicia Keys – Phiên bản tại Vương quốc Anh và Nhật Bản (bản nhạc kèm theo) | The Diary of Alicia Keys – Phiên bản tại Vương quốc Anh và Nhật Bản (bản nhạc kèm theo) | The Diary of Alicia Keys – Phiên bản tại Vương quốc Anh và Nhật Bản (bản nhạc kèm theo) |
| STT                                                                                     | Nhan đề                                                                                 | Sáng tác                                                                                | Sản xuất                                                                                | Thời lượng                                                                              |
| --------------------------------------------------------------------------------------- | --------------------------------------------------------------------------------------- | --------------------------------------------------------------------------------------- | --------------------------------------------------------------------------------------- | --------------------------------------------------------------------------------------- |
| 16.                                                                                     | "Streets of New York (City Life)" (hợp tác với Nas và Rakim)                            | Keys Smith Eric Barrier Nasir Jones Chris Martin William Griffin                        | DJ Premier                                                                              | 4:55                                                                                    |
| Tổng thời lượng:                                                                        | Tổng thời lượng:                                                                        | Tổng thời lượng:                                                                        | Tổng thời lượng:                                                                        | 62:40                                                                                   |

| The Diary of Alicia Keys – Phiên bản giới hạn (DVD kèm theo) | The Diary of Alicia Keys – Phiên bản giới hạn (DVD kèm theo) | The Diary of Alicia Keys – Phiên bản giới hạn (DVD kèm theo) |
| STT                                                          | Nhan đề                                                      | Thời lượng                                                   |
| ------------------------------------------------------------ | ------------------------------------------------------------ | ------------------------------------------------------------ |
| 1.                                                           | "The Diary"                                                  | 35:11                                                        |
| Tổng thời lượng:                                             | Tổng thời lượng:                                             | 35:11                                                        |

| The Diary of Alicia Keys – Phiên bản đặc biệt (đĩa kèm theo) | The Diary of Alicia Keys – Phiên bản đặc biệt (đĩa kèm theo)                     | The Diary of Alicia Keys – Phiên bản đặc biệt (đĩa kèm theo) | The Diary of Alicia Keys – Phiên bản đặc biệt (đĩa kèm theo) | The Diary of Alicia Keys – Phiên bản đặc biệt (đĩa kèm theo) |
| STT                                                          | Nhan đề                                                                          | Sáng tác                                                     | Sản xuất                                                     | Thời lượng                                                   |
| ------------------------------------------------------------ | -------------------------------------------------------------------------------- | ------------------------------------------------------------ | ------------------------------------------------------------ | ------------------------------------------------------------ |
| 1.                                                           | "If I Ain't Got You" (Remix) (hợp tác với Usher)                                 | Keys                                                         | Keys                                                         | 3:52                                                         |
| 2.                                                           | "If I Ain't Got You" (phiên bản tiếng Tây Ban Nha) (hợp tác với Arturo Sandoval) | Keys                                                         | Keys                                                         | 3:53                                                         |
| 3.                                                           | "If I Ain't Got You" (Kanye West Remix)                                          | Keys                                                         | West                                                         | 3:47                                                         |
| 4.                                                           | "You Don't Know My Name"/"Will You Ever Know It" (Reggae Mix)                    | Keys West Lilly Gregory Isaacs Jack Ruby                     | West                                                         | 5:05                                                         |
| 5.                                                           | "You Don't Know My Name" (video ca nhạc)                                         |                                                              |                                                              | 6:08                                                         |
| 6.                                                           | "If I Ain't Got You" (video ca nhạc)                                             |                                                              |                                                              | 3:30                                                         |
| 7.                                                           | "Diary" (video ca nhạc)                                                          |                                                              |                                                              | 5:13                                                         |
| Tổng thời lượng:                                             | Tổng thời lượng:                                                                 | Tổng thời lượng:                                             | Tổng thời lượng:                                             | 31:28                                                        |

| The Diary of Alicia Keys 20 tái bản | The Diary of Alicia Keys 20 tái bản                                                               | The Diary of Alicia Keys 20 tái bản     | The Diary of Alicia Keys 20 tái bản | The Diary of Alicia Keys 20 tái bản |
| STT                                 | Nhan đề                                                                                           | Sáng tác                                | Sản xuất                            | Thời lượng                          |
| ----------------------------------- | ------------------------------------------------------------------------------------------------- | --------------------------------------- | ----------------------------------- | ----------------------------------- |
| 16.                                 | "If I Ain't Got You" (hợp tác với Queen Charlotte Global Orchestra) (Dàn nhạc)                    | Keys                                    | Kris Bowers                         | 4:54                                |
| 17.                                 | "Golden Child"                                                                                    | Keys                                    | Keys                                | 4:03                                |
| 18.                                 | "You Don't Know My Name"/"Will You Ever Know It" (Reggae Mix)                                     | Keys West Lilly Isaacs Ruby             | West                                | 5:05                                |
| 19.                                 | "Diary" (Hani Mixshow hợp tác với Tony! Toni! Toné! và Jermaine Paul)                             | Keys Brothers                           | Keys Hani [a]                       | 5:10                                |
| 20.                                 | "If I Ain't Got You" (hợp tác với Queen Charlotte Global Orchestra) (phiên bản tiếng Tây Ban Nha) | Keys                                    | Bowers                              | 4:55                                |
| 21.                                 | "Streets of New York (City Life)" (AOL Broadband Rocks – trực tiếp tại Webster Hall)              | Keys Smith Barrier Jones Martin Griffin |                                     | 4:16                                |
| 22.                                 | "If Ain't Got You" (AOL Broadband Rocks – trực tiếp tại Webster Hall)                             | Keys                                    |                                     | 5:09                                |
| 23.                                 | "Diary" (AOL Broadband Rocks – trực tiếp tại Webster Hall)                                        | Keys Smith Barrier Jones Martin Griffin |                                     | 5:35                                |
| 24.                                 | "You Don't Know My Name" (AOL Broadband Rocks – trực tiếp tại Webster Hall)                       | Keys Smith Barrier Jones Martin Griffin |                                     | 6:00                                |

Ghi chú
- ^a  nghĩa là nhà sản xuất bổ sung

Ghi chú nhạc mẫu
- "Karma" chứa các trích đoạn từ Concerto cho Violin cung Rê trưởng, Op. 77 của Johannes Brahms
- "Streets of New York" chứa đoạn nhạc mẫu "N.Y. State of Mind" của Nas (do Eric Barrier, Nasir Jones, Chris Martin, William Griffin sáng tác)
- "You Don't Know My Name" chứa các đoạn trích và nhạc mẫu từ "Let Me Prove My Love to You" của The Main Ingredient (do J. R. Bailey, Mel Kent, Ken Williams sáng tác)
- "If I Was Your Woman" là bản hát lại "If I Were Your Woman" của Gladys Knight & the Pips (do Gloria Jones, Clarence McMurray, Pam Sawyer sáng tác)
- "Walk on By" là bản hát lại và chứa các đoạn trích từ "Walk on By" của Isaac Hayes (do Burt Bacharach, Hal David sáng tác)

## Xếp hạng
| Bảng xếp hạng (2003–2005)                | Vị trí cao nhất |
| ---------------------------------------- | --------------- |
| Album Úc (ARIA)                          | 22              |
| Album Úc Urban (ARIA)                    | 3               |
| Album Áo (Ö3 Austria)                    | 25              |
| Album Bỉ (Ultratop Vlaanderen)           | 13              |
| Album Bỉ (Ultratop Wallonie)             | 25              |
| Album Canada (Nielsen SoundScan)         | 15              |
| Album Canada R&B (Nielsen SoundScan)     | 1               |
| Album Đan Mạch (Hitlisten)               | 16              |
| Album Hà Lan (Album Top 100)             | 2               |
| Album Châu Âu (Billboard)                | 5               |
| Album Phần Lan (Suomen virallinen lista) | 9               |
| Album Pháp (SNEP)                        | 5               |
| Album Đức (Offizielle Top 100)           | 10              |
| Album Hy Lạp Quốc tế (IFPI)              | 8               |
| Album Ireland (IRMA)                     | 37              |
| Album Ý (FIMI)                           | 20              |
| Album Nhật Bản (Oricon)                  | 27              |
| Album New Zealand (RMNZ)                 | 25              |
| Album Na Uy (VG-lista)                   | 7               |
| Album Ba Lan (ZPAV)                      | 19              |
| Album Bồ Đào Nha (AFP)                   | 23              |
| Album Scotland (OCC)                     | 33              |
| Album Tây Ban Nha (PROMUSICAE)           | 32              |
| Album Thụy Điển (Sverigetopplistan)      | 24              |
| Album Thụy Sĩ (Schweizer Hitparade)      | 1               |
| Album Anh Quốc (OCC)                     | 13              |
| Album Anh Quốc R&B (OCC)                 | 1               |
| Album Hoa Kỳ Billboard 200               | 1               |
| Album Hoa Kỳ Top R&B/Hip-Hop (Billboard) | 1               |

| Bảng xếp hạng (2003)                      | Vị trí |
| ----------------------------------------- | ------ |
| Album Hà Lan (Album Top 100)              | 58     |
| Album Pháp (SNEP)                         | 122    |
| Album Anh Quốc (OCC)                      | 75     |
| Album Toàn cầu (IFPI)                     | 14     |
| Bảng xếp hạng (2004)                      | Vị trí |
| Album Úc (ARIA)                           | 82     |
| Album Úc Urban (ARIA)                     | 10     |
| Album Bỉ (Ultratop Flanders)              | 58     |
| Album Bỉ (Ultratop Wallonia)              | 99     |
| Album Hà Lan (Album Top 100)              | 5      |
| Album Pháp (SNEP)                         | 23     |
| Album Đức (Offizielle Top 100)            | 52     |
| Album Thụy Sĩ (Schweizer Hitparade)       | 22     |
| Album Anh Quốc (OCC)                      | 72     |
| Hoa Kỳ Billboard 200                      | 4      |
| Hoa Kỳ Top R&B/Hip-Hop Albums (Billboard) | 2      |
| Album Toàn cầu (IFPI)                     | 49     |
| Bảng xếp hạng (2005)                      | Vị trí |
| Album Úc (ARIA)                           | 63     |
| Album Úc Urban (ARIA)                     | 9      |
| Hoa Kỳ Billboard 200                      | 84     |
| Hoa Kỳ Top R&B/Hip-Hop Albums (Billboard) | 45     |

| Bảng xếp hạng (2000–2009)                 | Vị trí |
| ----------------------------------------- | ------ |
| Album Hà Lan (Album Top 100)              | 48     |
| Hoa Kỳ Billboard 200                      | 55     |
| Hoa Kỳ Top R&B/Hip-Hop Albums (Billboard) | 39     |

| Bảng xếp hạng             | Vị trí |
| ------------------------- | ------ |
| Hoa Kỳ Billboard 200 (Nữ) | 100    |

## Chứng nhận
| Quốc gia | Chứng nhận  | Số đơn vị/doanh số chứng nhận |
| --- | ----------- | ----------------------------- |
| Argentina (CAPIF) | Vàng        | 20.000^                       |
| Úc (ARIA) | 2× Bạch kim | 140.000‡                      |
| Bỉ (BEA) | Vàng        | 25.000*                       |
| Canada (Music Canada) | 2× Bạch kim | 200.000^                      |
| Đan Mạch (IFPI Đan Mạch) | Bạch kim    | 20.000‡                       |
| Pháp (SNEP) | Vàng        | 100.000*                      |
| Đức (BVMI) | Bạch kim    | 300.000^                      |
| Ý (FIMI) | Vàng        | 50.000*                       |
| Nhật Bản (RIAJ) | Vàng        | 100.000^                      |
| Hà Lan (NVPI) | Bạch kim    | 80.000^                       |
| New Zealand (RMNZ) | Vàng        | 7.500^                        |
| Na Uy (IFPI) | Vàng        | 20.000*                       |
| Singapore (RIAS) | Vàng        | 5.000*                        |
| Hàn Quốc (KMCA) | —           | 7,242                         |
| Thụy Điển (GLF) | Vàng        | 30.000^                       |
| Thụy Sĩ (IFPI) | Bạch kim    | 40.000^                       |
| Anh Quốc (BPI) | Bạch kim    | 300.000^                      |
| Hoa Kỳ (RIAA) | 5× Bạch kim | 5.000.000‡                    |
| Tổng hợp |             |                               |
| Châu Âu (IFPI) | Bạch kim    | 1.000.000*                    |
| Toàn cầu | —           | 8,000,000                     |
| * Chứng nhận dựa theo doanh số tiêu thụ. ^ Chứng nhận dựa theo doanh số nhập hàng. ‡ Chứng nhận dựa theo doanh số tiêu thụ và phát trực tuyến. |             |                               |

## Lịch sử phát hành
| Khu vực        | Ngày              | Phiên bản           | Định dạng                | Hãng đĩa   | Ct.           |
| -------------- | ----------------- | ------------------- | ------------------------ | ---------- | ------------- |
| Pháp           | 1 tháng 12, 2003  | Tiêu chuẩn giới hạn | CD CD+ DVD               | BMG        | [ 78 ]        |
| Đức            | 1 tháng 12, 2003  | Tiêu chuẩn giới hạn | CD CD+ DVD               | BMG        | [ 79 ]        |
| Vương quốc Anh | 1 tháng 12, 2003  | Tiêu chuẩn giới hạn | CD CD+ DVD               | RCA        | [ 80 ]        |
| Hoa Kỳ         | 2 tháng 12, 2003  | Tiêu chuẩn giới hạn | CD CD+ DVD               | J          | [ 81 ]        |
| Nhật Bản       | 3 tháng 12, 2003  | Tiêu chuẩn          | CD                       | BMG        | [ 82 ]        |
| Nhật Bản       | 17 tháng 12, 2003 | Giới hạn            | CD+DVD                   | BMG        | [ 83 ]        |
| Úc             | 6 tháng 9, 2004   | Đặc biệt            | CD kép                   | Sony BMG   | [ 84 ]        |
| Nhật Bản       | 22 tháng 9, 2004  | Đặc biệt            | CD kép                   | Sony BMG   | [ 85 ]        |
| Đức            | 27 tháng 9, 2004  | Đặc biệt            | CD kép                   | Sony BMG   | [ 4 ]         |
| Nhiều          | 1 tháng 1, 2021   | Tiêu chuẩn          | Đĩa than                 | Legacy     | [ 86 ]        |
| Nhiều          | 1 tháng 12, 2023  | Kỷ niệm 20 năm      | CD tải nhạc số streaming | Legacy RCA | [ 87 ] [ 88 ] |